# Thagria distanti
Thagria distanti är en insektsart som beskrevs av Nielson 1977. Thagria distanti ingår i släktet Thagria och familjen dvärgstritar. Inga underarter finns listade i Catalogue of Life.